# Stuart O'Connell
Stuart O'Connell (Lower Hutt, 11 maggio 1935 – Auckland, 2 agosto 2019) è stato un vescovo cattolico neozelandese.

## Biografia
Stuart O'Connell nacque a Lower Hutt l'11 maggio 1935.
Studiò presso il St Patrick's College a Silverstream, sobborgo di Upper Hutt. In seguito completò la sua formazione presso il Mount St Mary's College a Napier (chiuso nel 1992).
Fu ordinato presbitero il 27 luglio 1960 dal vescovo John Patrick Kavanagh. Dopo l'ordinazione sacerdotale lavorò come insegnante e nel 1966 fu inviato alle Samoa dove fu nominato professore e direttore spirituale per il Chanel College divenendone rettore nel 1975.
Studiò per un biennio all'Università Cattolica d'America tra il 1983 e il 1984 conseguendo il Master of Arts e in seguito divenne professore per il Mount St Mary's College a Napier dal 1985 al 1986. Dal 1986 fu vicario provinciale fino al 1991 e in seguito padre provinciale dei maristi per la Nuova Zelanda fino al 1996.
L'8 novembre 1996 papa Giovanni Paolo II lo nominò vescovo di Rarotonga. Ricevette l'ordinazione episcopale il 22 febbraio 1997 per imposizione delle mani del suo predecessore, il vescovo emerito Robin Walsh Leamy.
Nel corso degli anni, poté assistere ad un incremento della popolazione cattolica nella diocesi, soprattutto grazie ad una crescente immigrazione particolarmente dalle Filippine. Fu abile nel riuscire ad organizzare il lavoro con i pochi presbiteri in servizio nella diocesi e, con il tempo, riuscì sia ad ottenere l'arrivo di nuovi preti sia a vedere aumentare il numero delle vocazioni tra gli abitanti nativi delle Isole Cook. Seppe anche gestire al meglio l'organizzazione delle scuole cattoliche nel paese, tra le quali il Nukutere College e la St Joseph Primary School, riuscendo a finanziarne le ristrutturazioni e riuscendo ad ottenere per gli insegnanti la parità di retribuzione.
Resse la diocesi per 14 anni, ritirandosi per raggiunti limiti d'età l'11 aprile 2011.
Morì ad Auckland il 2 agosto 2019 all'età di 84 anni.

## Genealogia episcopale e successione apostolica
La genealogia episcopale è:
- Cardinale Scipione Rebiba
- Cardinale Giulio Antonio Santori
- Cardinale Girolamo Bernerio, O.P.
- Arcivescovo Galeazzo Sanvitale
- Cardinale Ludovico Ludovisi
- Cardinale Luigi Caetani
- Cardinale Ulderico Carpegna
- Cardinale Paluzzo Paluzzi Altieri degli Albertoni
- Papa Benedetto XIII
- Papa Benedetto XIV
- Papa Clemente XIII
- Cardinale Marcantonio Colonna
- Cardinale Giacinto Sigismondo Gerdil, B.
- Cardinale Giulio Maria della Somaglia
- Cardinale Carlo Odescalchi, S.I.
- Cardinale Costantino Patrizi Naro
- Cardinale Serafino Vannutelli
- Cardinale Domenico Serafini, Cong. Subl. O.S.B.
- Cardinale Pietro Fumasoni Biondi
- Arcivescovo Filippo Bernardini
- Cardinale Norman Gilroy
- Cardinale Peter Thomas McKeefry
- Vescovo John Rodgers, S.M.
- Vescovo Denis George Browne
- Vescovo Robin Walsh Leamy, S.M.
- Vescovo Stuart O'Connell, S.M.

La successione apostolica è:
- Vescovo Paul Donoghue, S.M. (2011)